# Pedralonga (La Coruña)
Pedralonga es un pueblo de la parroquia Elviña, en La Coruña. Frente la autopista 9, y situado al SE de San Vicente de Elviña. Puebla 479 habitantes.

## Arquitectura
En la entrada del pueblo, entre San Vicente de Elviña y Pedralonga, esta la fonte da Cortiña. Aparte del núcleo principal, al sur de este, se encuentra el caserío en ruinas de Ru da Felga.

## Economía y servicios
La autopista 9 pasa casi al lado. A la altura de Pedralonga, por donde pasa, está una gasolinera.